# Gynoplistia tubrabucca
Gynoplistia tubrabucca là một loài ruồi trong họ Limoniidae. Chúng phân bố ở miền Australasia.